# Hohol severní

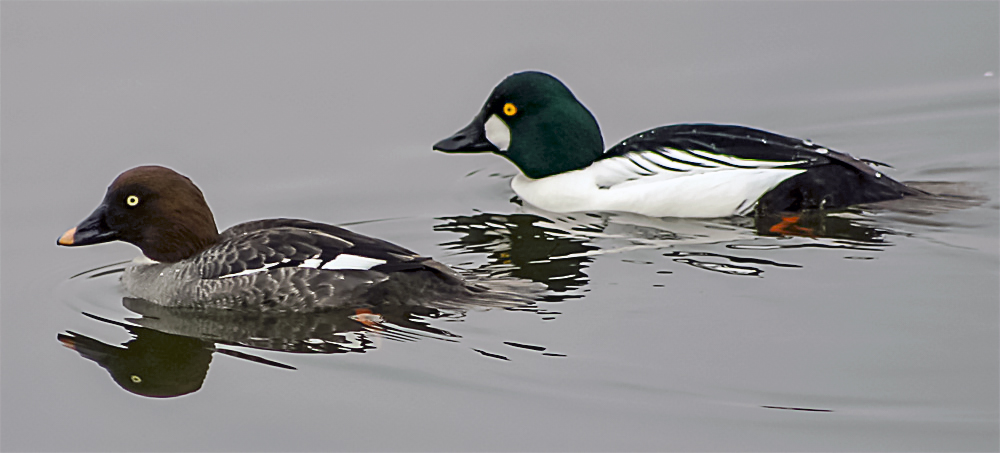
Dvojice hoholů (samec vpravo) v kalifornském Oaklandu.

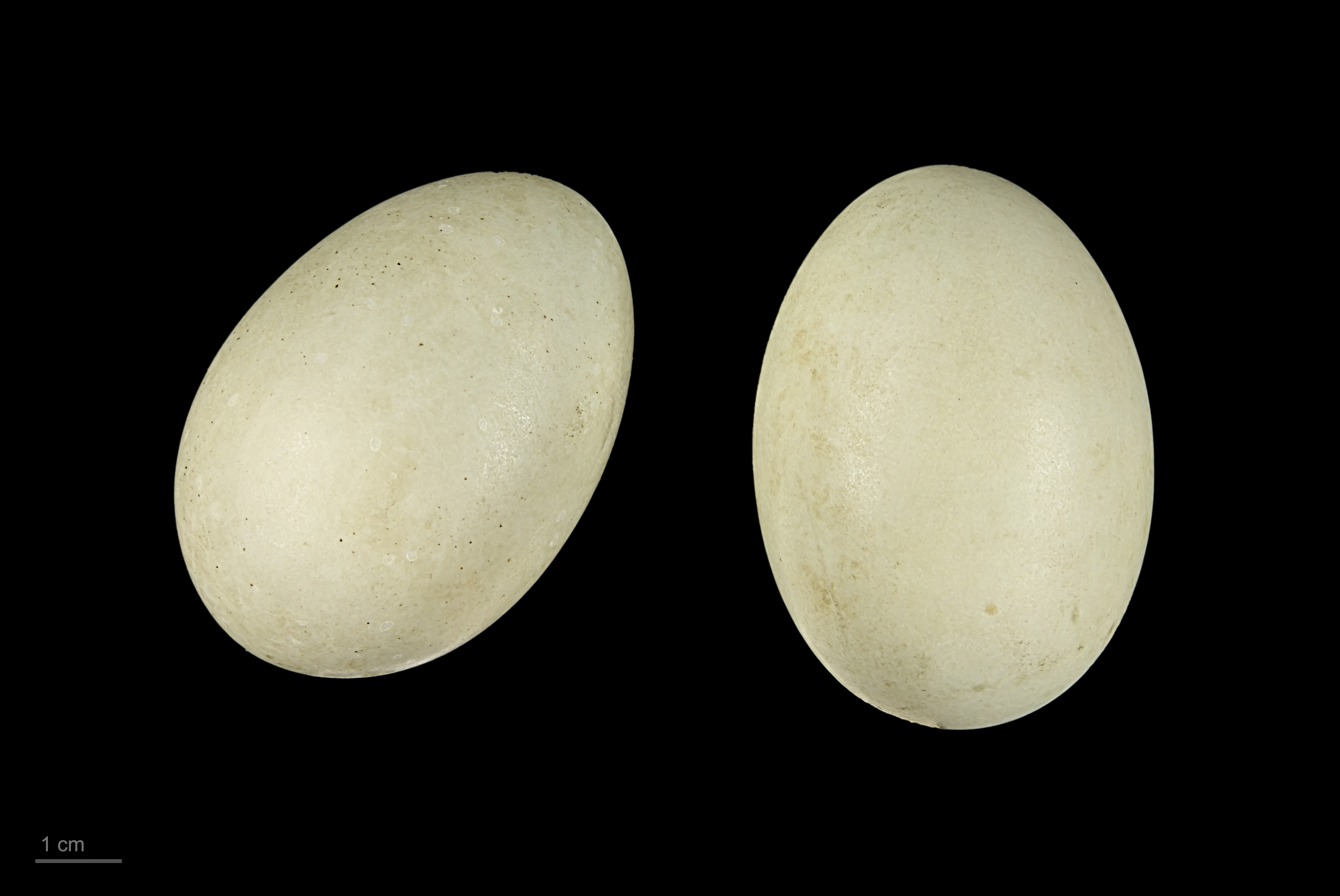
Bucephala clangula

Hohol severní (Bucephala clangula) je středně velká potápivá kachna, hnízdící ve stromových dutinách.

## Popis
Je velký přibližně jako kachnička mandarínská, dorůstá 40–48 cm, váží 600–1300 g a v rozpětí křídel měří kolem 77–83 cm. Všichni hoholové mají velmi svérázný vzhled a jsou poměrně snadno rozpoznatelní podle zvláštního tvaru hlavy. Samec má tmavou hlavu s jasně zelenavým odstínem, výraznou bílou skvrnu na obličeji, tmavý zobák, černý hřbet a ocas, příčné černobílé pruhování na bocích, světlé břicho, hruď a hrdlo a oranžové končetiny. Samice jsou celé hnědé a mají černožlutě zbarvený zobák.

## Rozšíření
Hohol severní hnízdí u větších vodních ploch obklopenými stromovým porostem zejména v Kanadě a na severu Spojených států, ve Skandinávii a při severním pobřeží Asie. Je převážně tažný, každým rokem se pravidelně stahuje směrem k mořskému pobřeží a na větší nezamrzající vnitrozemské vodní plochy v oblastech s mírnějším klimatem. Pravidelně po celý rok se vyskytuje i v některých vnitrozemských státech střední Evropy. Výjimkou není ani Česká republika, kde ročně hnízdí přibližně 60–90 párů a přezimuje zhruba 500–1000 jedinců.

## Ekologie
Hohol severní se mimo hnízdní období zdržuje většinou v menších rozvolněných hejnech. Často se potápí. Největší složku jeho potravy tvoří korýši, vodní hmyz, měkkýši a drobné rybky, občas požírá i jikry a vodní rostliny. Sám se stává kořistí především orlů, sov a jiných velkých dravců, samice na hnízdě, vejce a mláďata padají často za kořist medvědům, lasicím, norkům nebo mývalům. Samec v toku se ozývá zejména pronikavým „knirrr“, samice hrčivým „garrr-gra“. Charakteristický je též zvláštní, zvonivý svist letek, nápadný zejména u samců. Tento svist je často popisován v jakutském eposu Oloncho.
Hnízdí v dutinách stromů, často využívá opuštěné dutiny datlů, ale zahnízdí i v přiměřeně velké budce. Samice klade průměrně 7–16 nazelenalých, 48,3 × 59,3 mm velkých a přibližně 64 g těžkých vajec. Zhruba po 1–2 dnech samec samici opouští a na vejcích sedí proto sama. Jejich průměrné inkubační období trvá přibližně 28–32 dnů. Mláďata hnízdo opouští již po 24–36 hodinách (často přitom musejí seskočit ze značné výšky) a jsou vzletná kolem 55–65 dnu života. Jeho vejce jsou na Sibiři vybírána z hnízd ke kuchyňským účelům.

## Poddruhy
Hohol severní se na svém rozsáhlém areálu rozšíření vyskytuje celkem ve 2 poddruzích:
- Hohol eurosibiřský (B. c. clangula)
- Hohol americký (B. c. americana)